# Tumidiclava ciliata
Tumidiclava ciliata är en stekelart som beskrevs av Girault 1912. Tumidiclava ciliata ingår i släktet Tumidiclava och familjen hårstrimsteklar. Inga underarter finns listade i Catalogue of Life.